# Los hijos del día y de la noche
Los hijos del día y de la noche es una coproducción italo-hispano-alemana dirigida en 1972 por Sergio Corbucci.
Al igual que otros muchos directores, Sergio Corbucci también ha realizado películas estilo western. En ésta la idea nace del film Bonnie y Clyde (1967) y es aprovechada por Corbucci para sitúar la historia en el Oeste, con dos arrogantes y temerarios protagonistas, un hombre y una mujer. La película es un compendio de acción y aventura.

## Sinopsis
Jed es un bandido mexicano que solo roba a los ricos. Él y su banda han realizado varios robos, por eso los persigue el sheriff Franciscus.
Un día Jed y Sonny se conocen y ambos cometen muchos robos juntos, haciéndose muy famosos en todo el Far West. El sheriff que va tras los pasos de Jed finalmente le hiere y le captura. Sonny, que ahora es la esposa de Jed, lo libera. Una vez libre, Sonny que está celosa por una antigua traición lo mantiene como a un esclavo.